# Zocherstraat (Amsterdam)

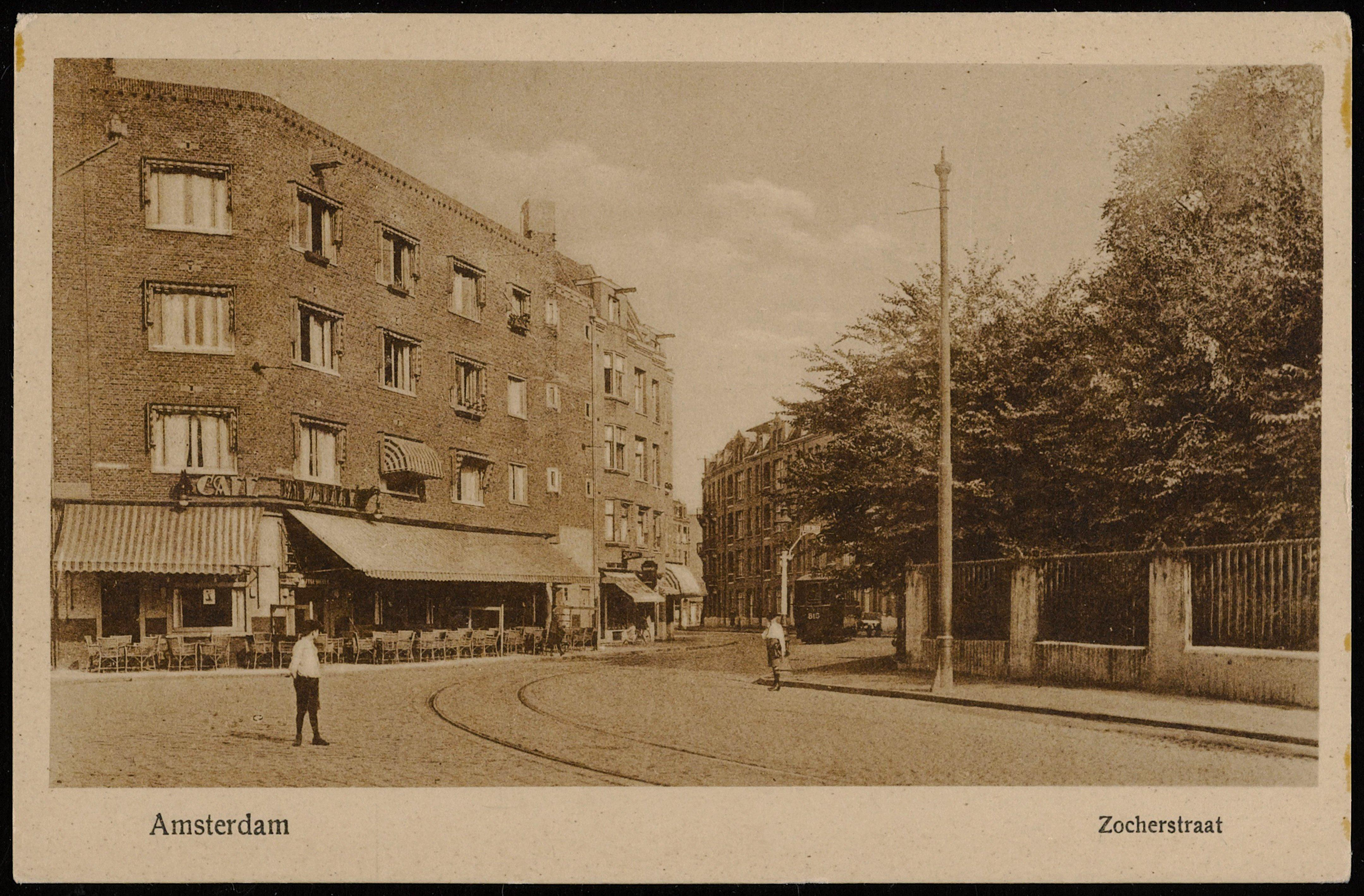
Tram in de Zocherstraat (1928)

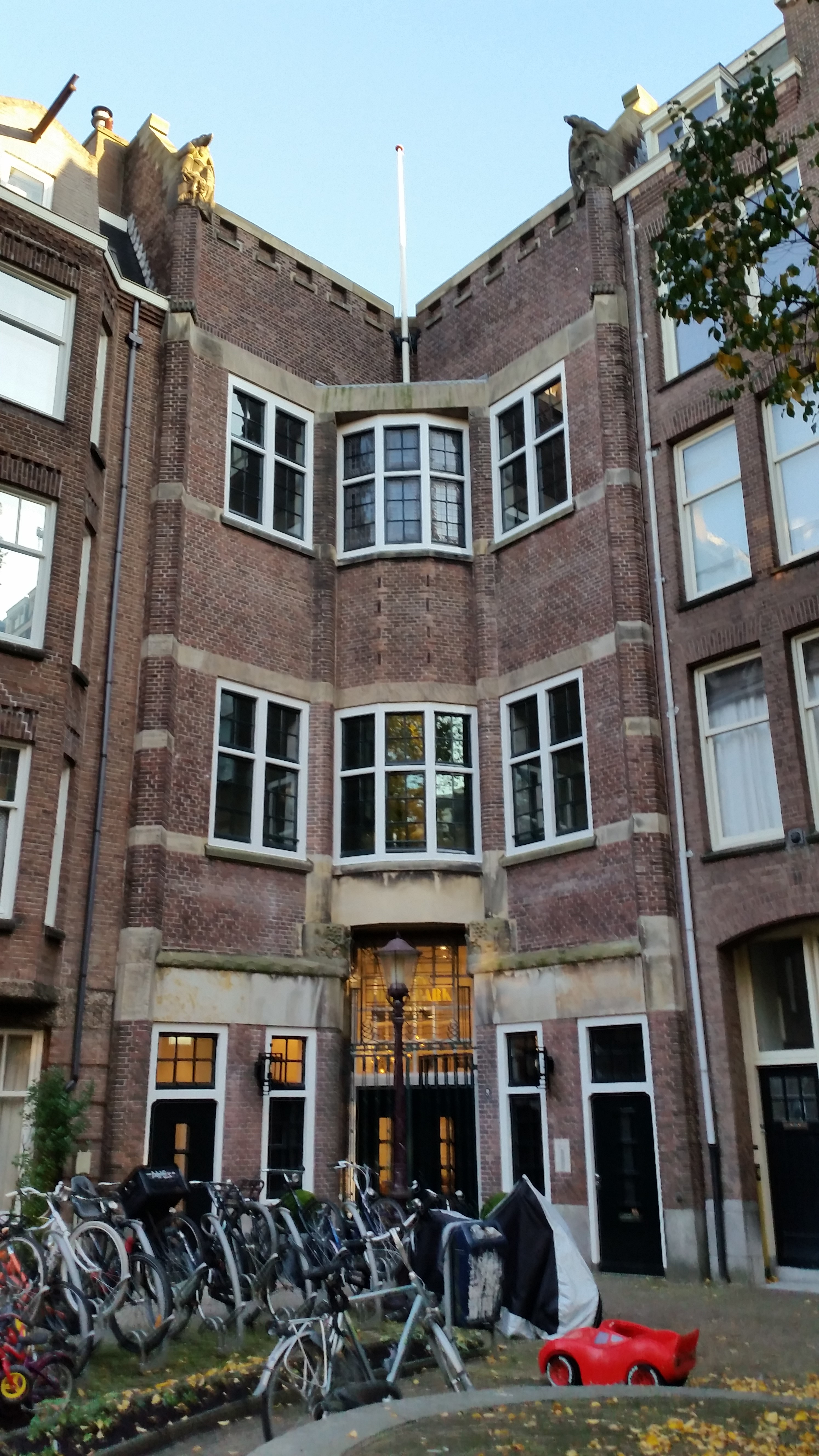
Zocherstraat 23-25, gemeentelijk monument (januari 2019)

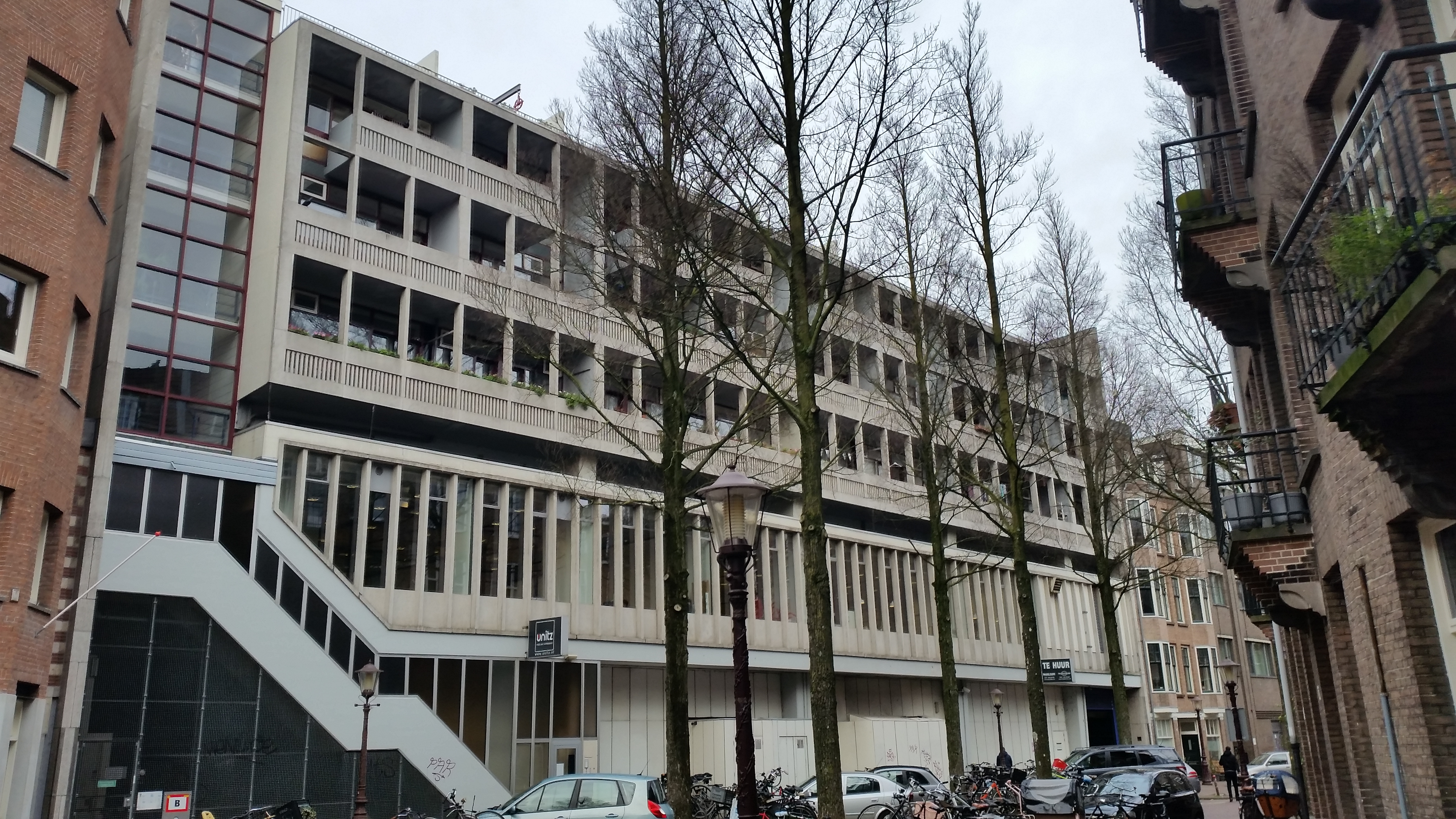
Zocherstraat 42 (januari 2019)

De Zocherstraat is een straat in Amsterdam-West. De straat kreeg op 10 oktober 1915 haar naam, een vernoeming naar de op 7 september 1915 overleden landschapsarchitect Louis Paul Zocher, die samen met zijn vader Jan David Zocher het ontwerp maakte voor het Vondelpark. De aanwijzing van de naam vond plaats toen er al druk gebouwd werd. Ook Leiden, Rotterdam en Haarlem kennen een Zocherstraat.

## Ligging en geschiedenis
De Zocherstraat begint aan het uiteinde van de Overtoom. Net als meerdere zijstraten van de Overtoom loopt de straat zuidwaarts richting het Vondelpark. In tegenstelling tot die zijstraten maakt de Zocherstraat echter een bocht westwaarts, daar waar de ander straten veelal doodlopen op het park. Die bocht westwaarts voert de straat naar de Amstelveenseweg. De inplanning van de straat dateert al van voor 1910; hetgeen ook geldt voor de sloop van het noordelijke deel van de Dubbele Buurt.
De straat zou eigenlijk stadsvilla’s krijgen zoals elders langs het Vondelpark, maar de Eerste Wereldoorlog gooide roet in het eten. De straat had in eerste instantie een flauwe bocht vanuit de Amstelveenseweg. Die bocht was nodig om per 15 mei 1918 de trams de straat in te laten rijden richting stad (richting stad uit reden ze via de Amstelveenseweg). Na verbreding van de Amstelveenseweg in 1963/1964 verdween die flauwe bocht.

## Gebouwen
De architectuur van de bouwwerken laat een mengeling aan architectonische bouwstijlen zien. Het eerste deel vanaf de Overtoom was al voor de vernoeming gebouwd, er was echter in 1916 nog een kavel vrij tussen de bebouwing en het Vondelpark; de gemeente kocht de grond aan voor het vestigen van de vijfde HBS met driejarige cursus. Het zou later bekend worden onder de naam HAVO Zocherstraat. De school ging door behoorlijke vertraging (tekort aan bouwmaterialen als gevolg van de Eerste Wereldoorlog) pas in september 1918 open. De gemeente liet ook een badhuis bouwen. Het werd al in 1921 besproken, maar er werd pas in 1928 gebouwd. Het gebouw van vermoedelijk stadsarchitect Arend Remco Hulshoff in Amsterdamse schoolstijl werd later ten behoeve van een hotel afgebroken, de oorspronkelijke ingang (een smalle strook) is daarbij bewaard gebleven. Een groot deel van de zuidwand laat aansluitend op de school rond 1920 gereedgekomen portiekwoningen zien, ontworpen door de architect J. Huisman, verder onbekend gebleven. Ze zijn gebouwd met een soort plantsoentjes, een vermoedelijk restant van de planning van villa’s.
Er staan alhoewel nauwelijks herkenbaar een gemeentelijk en een rijksmonument aan de Zocherstraat, respectievelijk op huisnummers 23-25 en 42.

### Zocherstraat 23-25
Het betreft hier het pand van de voormalige Vijfde Hoogere Burgerschool dat verscholen zit in de punt van een rechte hoek in een bocht van de Zocherstraat. De ingang raakt als het ware de Zocherstraat, terwijl de school zelf achter de andere bebouwing richting Frederiksstraat en Vondelpark ligt. Het ontwerp is afkomstig van de Dienst der Publieke Werken. De bouwtekeningen laten de naam A.A. Kok zien, maar die wees bij onderzoek Gerrit Jan Rutgers als architect aan. De stijl bevindt zich op de grens tussen rationalisme en Amsterdamse School, meer neigend naar die laatste. Het was direct al een grote school (qua oppervlak); er werden aan lange gangen zestien klaslokalen gebouwd. Door ruimtegebrek week de school in de jaren zestig voor het grootste deel uit naar het nieuwe Osdorp en dat deel ging in 1966 op in de Osdorper Schoolgemeenschap het tegenwoordige Calandlyceum. Het werd begin 21e eeuw tot gemeentelijke monument verklaard vanwege architectuurhistorische waarde door de esthetische kwaliteiten van het ontwerp, al is daar vanuit de Zocherstraat bijna niets van te zien. Echter de monumentstatus kreeg het ook onder meer vanwege de weinig voorkomende binnenhoek. Op het gebouw is een aantal beeldhouwwerken van Hildo Krop te vinden, al bevinden die zich deels aan de kant van het Vondelpark en die zijn zelden te bekijken vanwege gebladerte van de bomen in het park. Krop bemoeide zich ook overigens met het binnenwerk, zoals het trappenhuis. Van zijn hand kwam een slang met staart in de bek (eeuwigheid), faraohoofddeksel en adelaars (macht/overwinning). Het pand was na vertrek van de hele school ingebruik als ROC maar rond 2013 werd het gehele complex binnen de mogelijkheden van monument omgebouwd tot appartementengebouw Klein Vondelpark.

### Zocherstraat 42-50
Zocherstraat 42-50 is van een geheel andere orde. Het is de achterkant van wat Amsterdammers het Autopongebouw noemen. Het werd in opdracht van Pon Automobielen ontworpen door Ben Ingwersen, toen nog in dienst bij Commer de Geus. Het kreeg een brutalisme-stijl in de trant van Unité d'Habitation van Le Corbusier in Marseille. Die achtergevel aan de Zocherstraat is een rechthoekige variant van de ronde voorgevel met zwevende vitrine. Na het vertrek van Autopon zat lange tijd Sanders Meubelstad in het pand en tegenwoordig onder meer een fitnesscentrum. Het gebouw met een voorgevel aan de Overtoom 527-557 werd op 16 december 2008 tot gemeentelijk monument verklaard, in 2013 werd het opgenomen in het Beschermingsprogramma Wederopbouw 1959-1965 en op 15 juni 2016 tot rijksmonument verklaard. De omschrijving in het monumentenregister luidt zeer summier: "Garage Autopon met showroom en galerijflat" (gegevens januari 2019). De Volkskrant omschreef het in februari 1961 als Auto-huis van glas en beton; pittig stuk architectuur.

## Kunst
Kunst in de openbare ruimte is er haast niet. Er zijn de eerder genoemde beeldhouwwerken van Krop in de smalle gevel van de HBS. In de nissen tussen de bebouwing zijn grote keien geplaatst, datum en ontwerper zijn onbekend. Voorts is er een speeltafel met schaak- en backgammonbord. In 2016 werd een kunstzinnig hinkelbaantje aangelegd ter viering van 100 jaar Zocherstraat; de uitleg daarvoor is te vinden op de gevel van Zocherstraat 42.

## Openbaar vervoer
Tramlijn 1, 17 en 19 kwamen hier op 15 mei 1918 (alleen stadinwaarts, staduitwaarts werd gereden via de Amstelveenseweg). De doorsteek was noodzakelijk omdat de Amstelveenseweg naar het noorden toe nog te smal was. De bebouwing van het noordelijk deel van de Dubbele Buurt (Van de Zocherstraat tot aan de Overtoom) stond een tweede spoor tramrails niet toe. Op 4 augustus 1921 volgde tram 23 maar op 15 maart 1923 verdween tram 17. Rond 1933 werd die Dubbele Buurt afgebroken en werd de rooilijn aan de Amstelveenseweg richting Zocherstraat verlegd. Op 30 juni 1933 waren er sporen in beide richtingen op de Amstelveenseweg, zodat de trams uit de Zocherstraat konden verdwijnen.

## Afbeeldingen

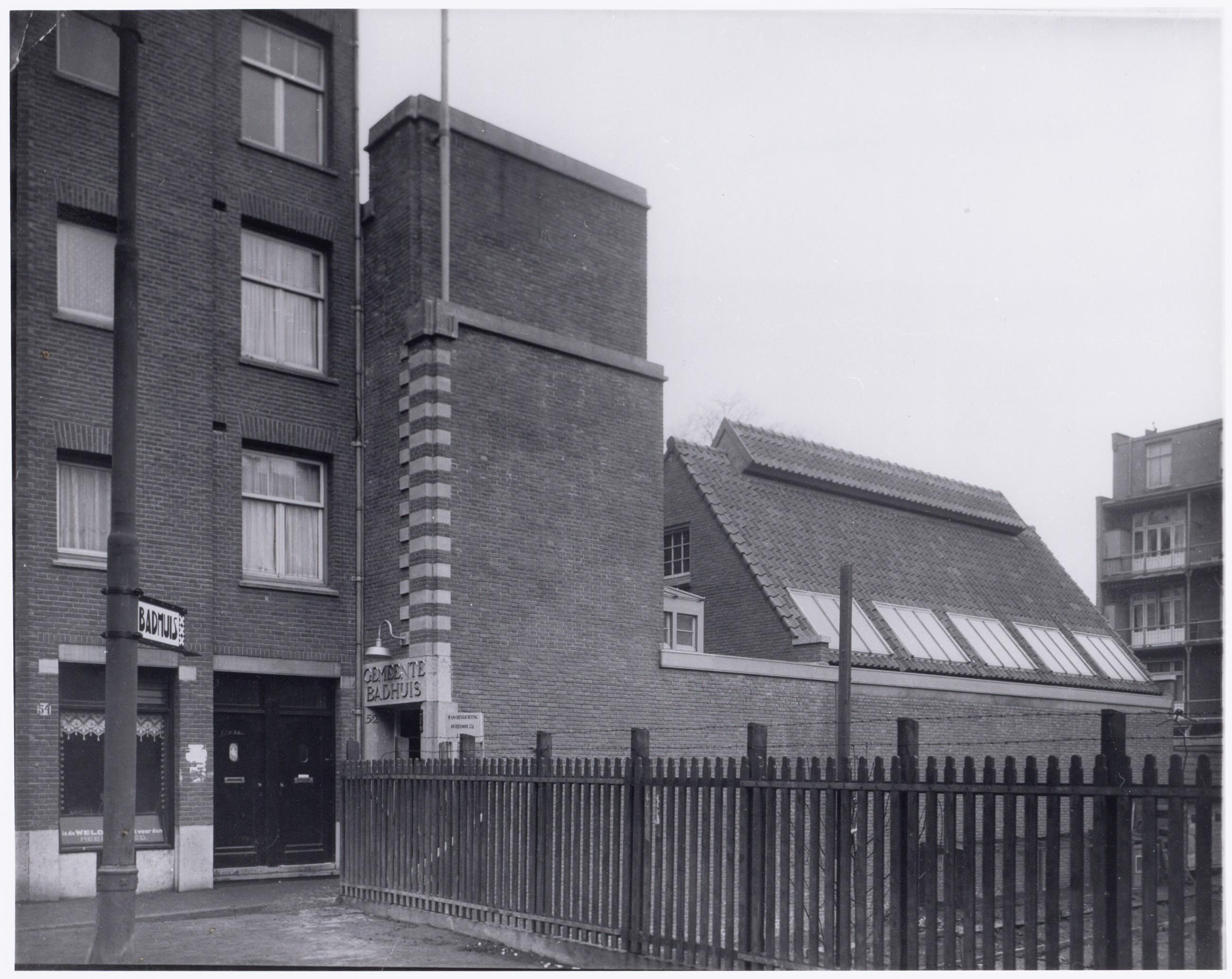
Het badhuis in de jaren 30
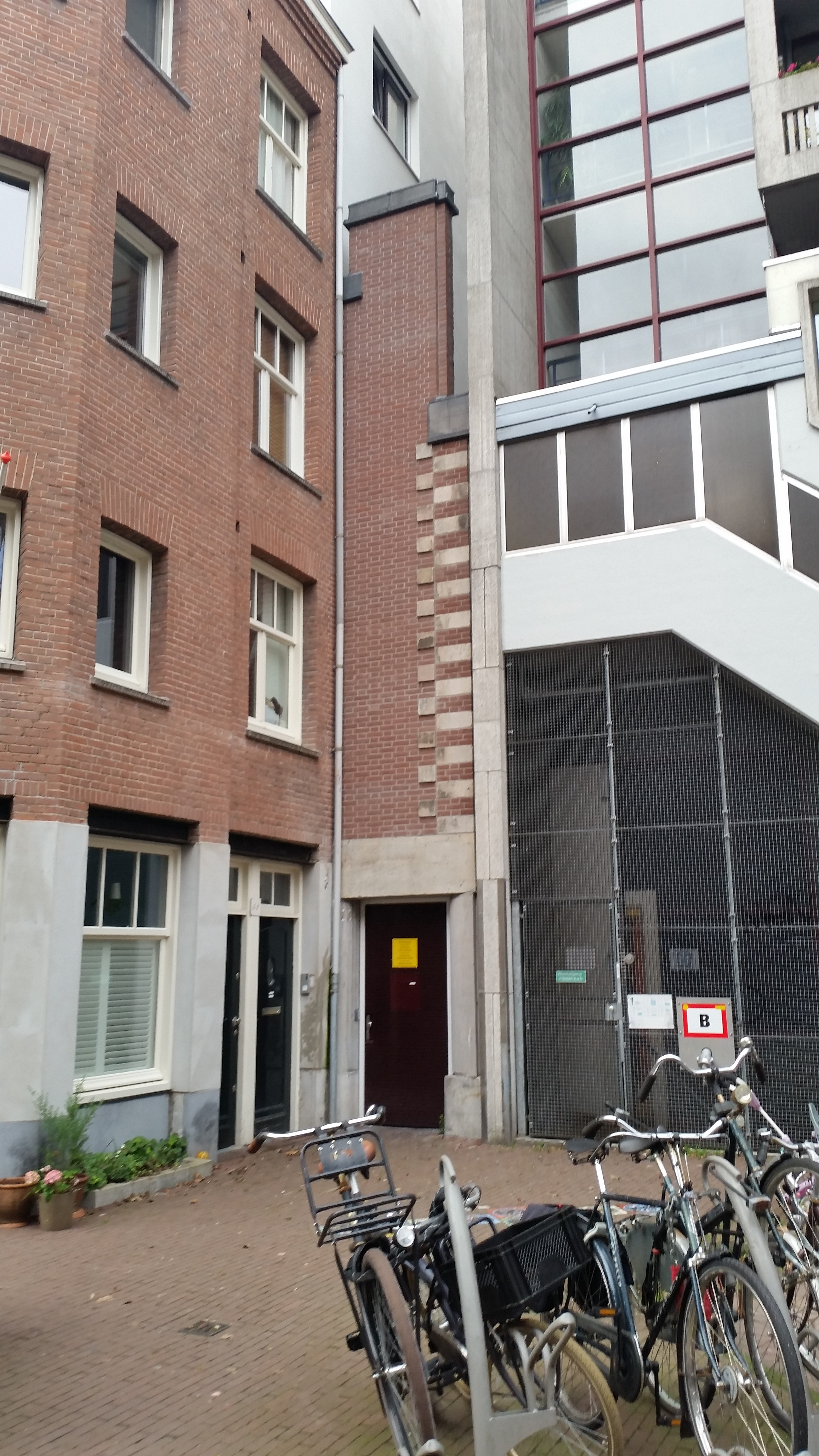
Ingang van voormalig badhuis (januari 2019)
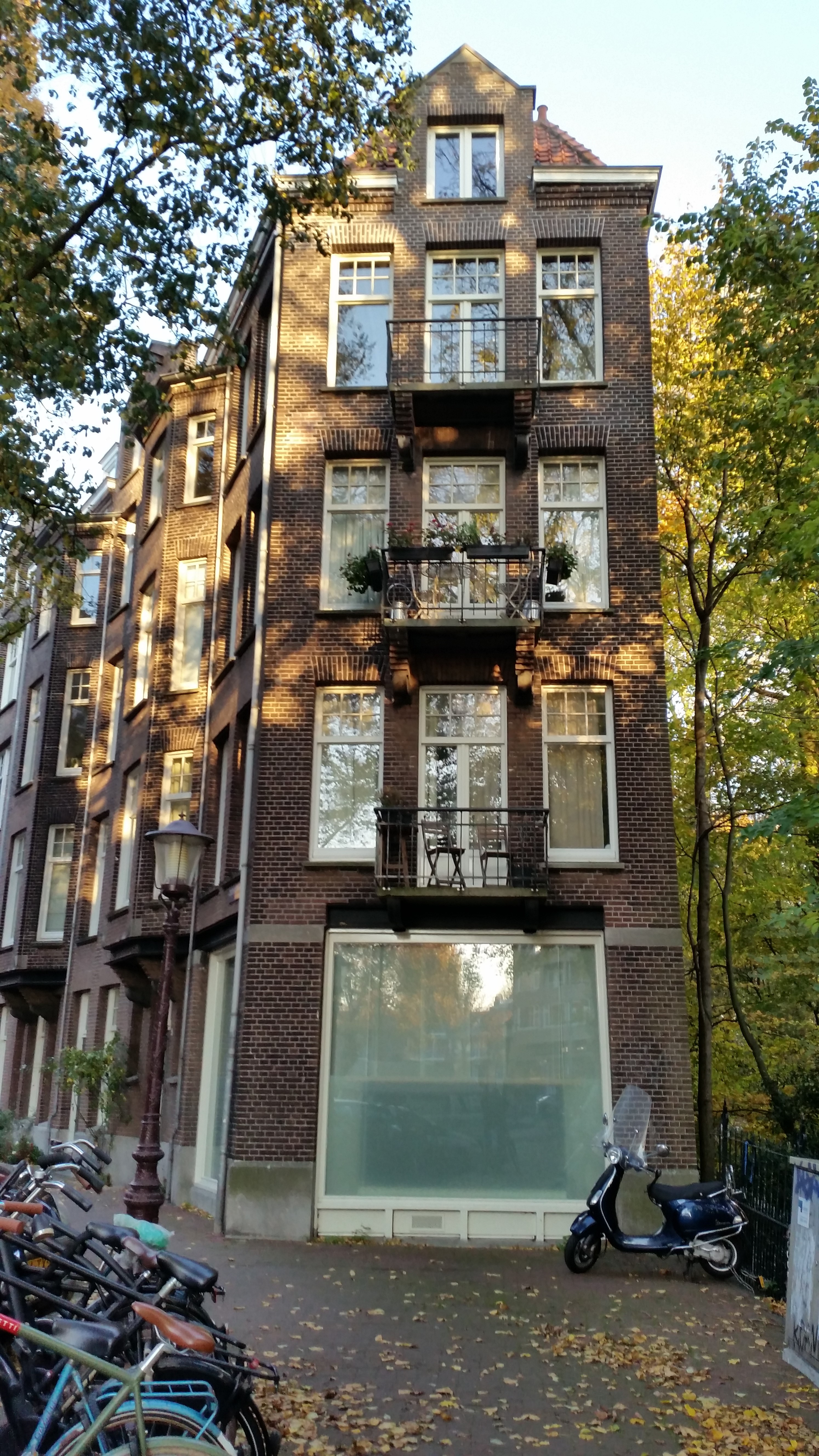
Zocherstraat 87 ingeklemd tussen Zocherstraat (links) en Vondelpark (rechts) (november 2018)
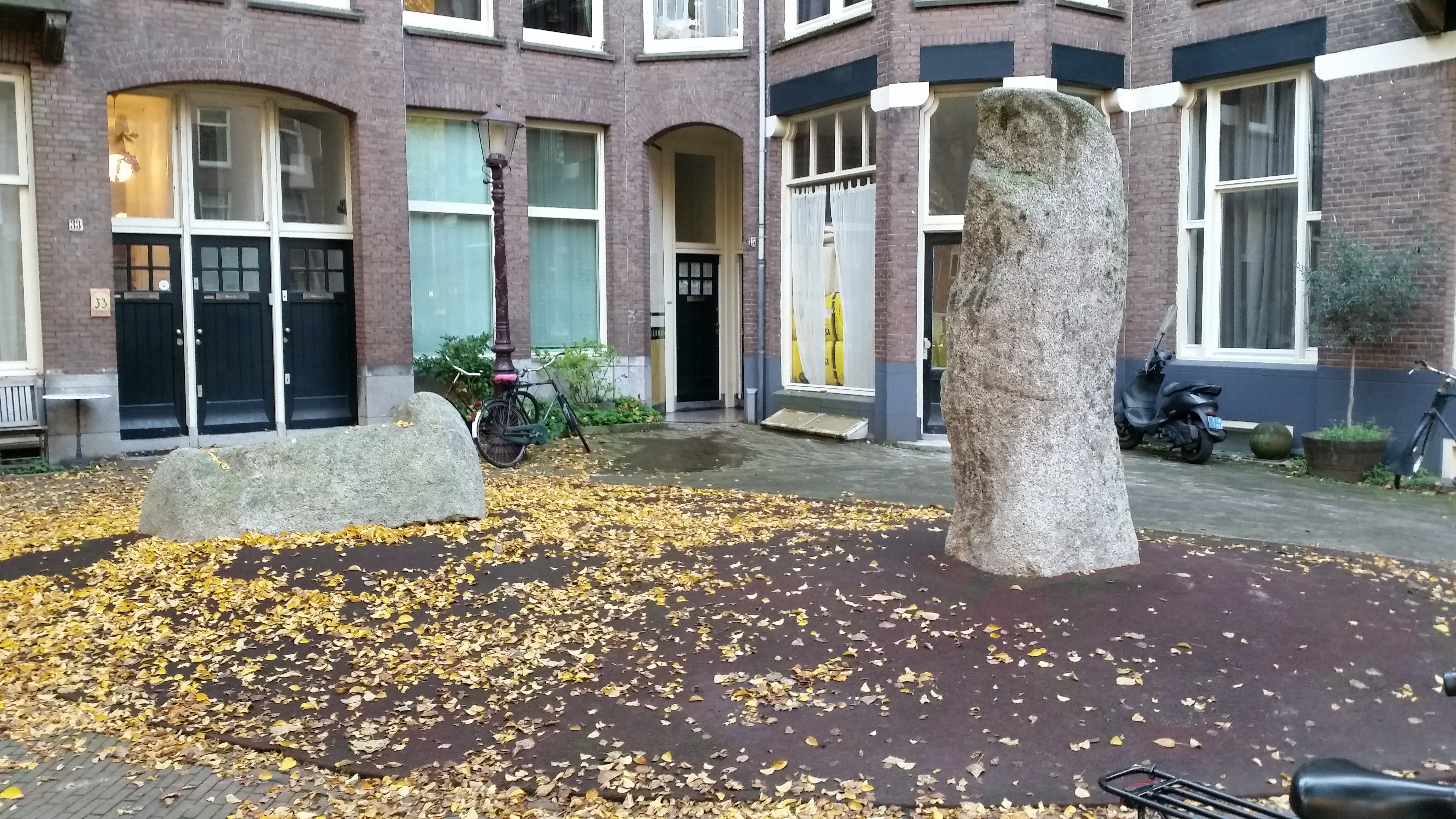
Twee keien in de Zocherstraat (november 2018)